# تلمبه سلطانی سید احمدی
تلمبه سلطانی سید احمدی یک منطقهٔ مسکونی در ایران است که در دهستان گلستان (سیرجان) واقع شده‌است. تلمبه سلطانی سید احمدی ۵۱ نفر جمعیت دارد.